# Bransfield Island

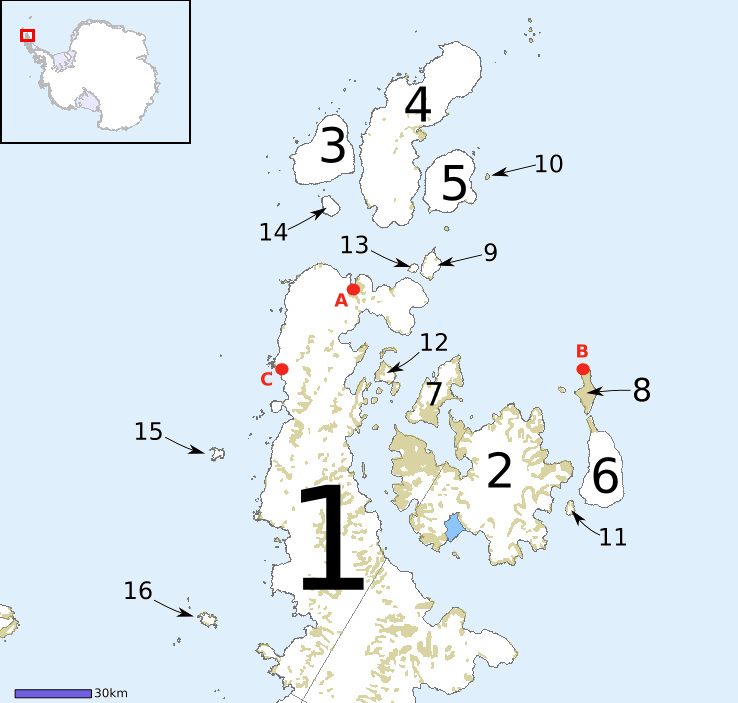
Norra Graham Land och omkringliggande öar.
1 Antarktiska halvön, 2 James Ross Island, 3 D'Urville Island, 4 Joinville Island, 5 Dundee Island, 6 Snow Hill Island, 7 Vega Island, 8 Seymourön, 9 Andersson Island, 10 Paulet Island, 11 Lockyer Island (ö i Antarktis), 12 Eagle Island, 13 Jonassen Island, 14 Bransfield Island, 15 Astrolabe Island, 16 Zigzag Island (ö i Antarktis)

Bransfield Island är en ö i Antarktis. Den ligger i havet utanför Antarktiska halvön, i ett område som Argentina, Chile och Storbritannien gör anspråk på.